# Jeppis Pride
Jeppis Pride är en pridefestival som ordnas i Jakobstad, Finland. Prideparaden ordnades första gången år 2014 med omkring 2 000 deltagare och var den första svenskspråkiga paraden i Finland. Paraden ordnades andra gången år 2024 och hade då omkring 1 000 deltagare.
Under Jeppis Pride delas Årets Träsko ut. Träskon är ett hederspris som tilldelas personer eller organisationer som visat civilkurage och stått upp för hbtq-personers rättigheter i Österbotten.

## Mottagare av Årets Träsko
- 2014 Marina Furubacka[3][7]
- 2024 Chantelle Finne[8]